# En territoire ennemi 2
Série
En territoire ennemi
(2001) En territoire ennemi 3 : Mission Colombie
(2009)
Pour plus de détails, voir Fiche technique et Distribution.
En territoire ennemi 2, ou Derrière les lignes ennemies II - L'axe du mal au Québec (Behind Enemy Lines: Axis of Evil), est un film américain réalisé par James Dodson, sorti en 2006 directement en vidéo.
Le film s'inspire de l'explosion de Ryanggang, survenue le 9 septembre 2004.

## Synopsis
La Corée du Nord faisant planer sur le monde libre la menace d'une guerre atomique, une section parachutiste des SEAL reçoit pour mission d'attaquer sa base secrète de missiles intercontinentaux. Mais elle est bientôt décimée, capturée puis torturée. Des commandos sud-coréens infiltrés vont les secourir et les aider à mener à bien leur mission.

## Fiche technique
Sauf indication contraire, les informations mentionnées dans cette section peuvent être confirmées par la base de données cinématographiques IMDb,  présente dans la section « Liens externes ».
- Titre original : Behind Enemy Lines II: Axis of Evil
- Titre français : En territoire ennemi 2
- Titre québécois : Derrière les lignes ennemies II - L'axe du mal
- Réalisation et scénario : James Dodson
- Musique : Pinar Toprak
- Direction artistique : Victor Andreev
- Décors : Kes Bonnet
- Costumes : Alison Freer et Irina Kotcheva
- Photographie : Lorenzo Senatore
- Son : Brandon Howlett, D.J. Lynch
- Montage : Ethan Maniquis
- Production : James Dodson et Roee Sharon
- Sociétés de production[1] :
- Sociétés de production : Twentieth Century Fox
- Sociétés de distribution : 20th Century Fox Home Entertainment (États-Unis - DVD)
- Budget : n/a
- Pays d'origine :  États-Unis
- Langues originales : anglais, coréen
- Format[2] : couleur - 1,78:1 (Widescreen) (16:9 HD)
- Genre : action, guerre, thriller
- Durée : 96 minutes
- Dates de sortie[3]  :
  - États-Unis : 17 octobre 2006
  - France : 24 janvier 2007 (sortie directement en DVD)[4],[5]
- Classification[6] :
  -  États-Unis : Interdit aux moins de 17 ans (R – Restricted)[Note 1].
  -  France : Tous publics avec avertissement[5]

## Distribution
- Nicholas Gonzalez : Bobby James
- Matt Bushell : Neil T. « Spaz » Callaghan
- Michaël Simpson : Schulteiss
- Mykel Shannon Jenkins : Lawrence Meideros
- Keith David (VF : Philippe Dumond) : Major Scott Boytano
- Peter Coyote : le président des États-Unis Adair T. Manning
- Bruce McGill (VF : Vincent Grass) : le général Norman T. Vance
- Glenn Morshower : Amiral Henry D. Wheeler
- Joseph Steven Yang : Hwang
- Hyun-Joo Shin : le colonel Chung Joon
- Kenneth Choi (VF : Fabien Jacquelin) : l'ambassadeur Sud-Coréen Li Sung Park

## Autour du film

### Série de films
- 2001 : En territoire ennemi (Behind Enemy Lines) de John Moore
- 2006 : En territoire ennemi 2 (Behind Enemy Lines II: Axis of Evil) de James Dodson
- 2009 : En territoire ennemi 3 : Mission Colombie (Behind Enemy Lines: Colombia) de Tim Matheson
- 2014 : En territoire ennemi 4 : Opération Congo (Seal Team Eight: Behind Enemy Lines) de Roel Reiné